# Urs Frey (Dokumentarfilmer, 1960)
Urs Frey Lehmann (* 25. November 1960 in Samedan, Graubünden; † 17. Juni 2008 ebenda) war ein Schweizer Dokumentarfilmmacher.

## Leben
Nach seiner Ausbildung zum Primarlehrer arbeitete Urs Frey als Museumspädagoge und Ausstellungsgestalter am Bündner Naturmuseum in Chur. Daneben war er als Journalist tätig. Später studierte er in Bern Kulturgeographie. Nach Abschluss des Studiums im Jahr 1994 unterrichtete er Kunst am Lyceum Alpinum Zuoz, arbeitete als freier Wissenschaftler und ab 1998 als freischaffender Filmemacher.
Als Filmemacher arbeitete er vor allem für Televisiun Rumantscha. «Filmische Portraits aussergewöhnlicher Menschen interessierten ihn, aber auch kulturhistorische und ethnografische Themen.» (Bündner Tagblatt)
Für seine rätoromanischen und italienischen Filme wurde er wiederholt am Festival della Lessinia in Bosco Chiesanuova bei Verona ausgezeichnet.
Urs Frey lebte mit Frau und Sohn in Soglio, später in Guarda. Er verstarb am 17. Juni 2008 durch Suizid.

## Filmografie (Auswahl)
- 1999: L'è uscìa, Porträt eines Bergeller Bergbauern
- 2002: Aria – Ils objects sgulants da Dumeng Secchi
- 2002: La scola da Soi - la scuola da Soglio
- 2004: Chaus e muntognas
- 2005: Revoluziun